# Pirates of the Caribbean: At World's End (soundtrack)
Pirates of the Caribbean: At World's End is het soundtrackalbum van de gelijknamige film. Het album, met muziek gecomponeerd door Hans Zimmer, kwam uit in mei 2007. In juli 2007 waren er in de VS ruim honderdduizend exemplaren van verkocht.

## Nummers
Op de soundtrack staan de volgende nummers:
1. Hoist the Colours - 1:31
2. Singapore - 3:40
3. At Wit's End - 8:05
4. Multiple Jacks - 3:51
5. Up Is Down - 2:42
6. I See Dead People in Boats - 7:09
7. The Brethren Court - 2:21
8. Parlay - 2:10
9. Calypso - 3:02
10. What Shall We Die For - 2:02
11. I Don't Think Now Is the Best Time - 10:45
12. One Day - 4:01
13. Drink Up Me Hearties - 4:31

Totale duur: 55'50".

## Hitnoteringen

### NederlandseAlbum Top 100
| Hitnotering: 26-05-2007 t/m 16-06-2007 | Hitnotering: 26-05-2007 t/m 16-06-2007 | Hitnotering: 26-05-2007 t/m 16-06-2007 | Hitnotering: 26-05-2007 t/m 16-06-2007 | Hitnotering: 26-05-2007 t/m 16-06-2007 | Hitnotering: 26-05-2007 t/m 16-06-2007 |
| Week:                                  | 1                                      | 2                                      | 3                                      | 4                                      |                                        |
| -------------------------------------- | -------------------------------------- | -------------------------------------- | -------------------------------------- | -------------------------------------- | -------------------------------------- |
| Positie:                               | 99                                     | 42                                     | 64                                     | 85                                     | uit                                    |

### VlaamseUltratop 100Albums
| Hitnotering: (Week 1 t/m 9) 02-06-2007 t/m 28-07-2007 Hitnotering: (Week 10) 11-08-2007 | Hitnotering: (Week 1 t/m 9) 02-06-2007 t/m 28-07-2007 Hitnotering: (Week 10) 11-08-2007 | Hitnotering: (Week 1 t/m 9) 02-06-2007 t/m 28-07-2007 Hitnotering: (Week 10) 11-08-2007 | Hitnotering: (Week 1 t/m 9) 02-06-2007 t/m 28-07-2007 Hitnotering: (Week 10) 11-08-2007 | Hitnotering: (Week 1 t/m 9) 02-06-2007 t/m 28-07-2007 Hitnotering: (Week 10) 11-08-2007 | Hitnotering: (Week 1 t/m 9) 02-06-2007 t/m 28-07-2007 Hitnotering: (Week 10) 11-08-2007 | Hitnotering: (Week 1 t/m 9) 02-06-2007 t/m 28-07-2007 Hitnotering: (Week 10) 11-08-2007 | Hitnotering: (Week 1 t/m 9) 02-06-2007 t/m 28-07-2007 Hitnotering: (Week 10) 11-08-2007 | Hitnotering: (Week 1 t/m 9) 02-06-2007 t/m 28-07-2007 Hitnotering: (Week 10) 11-08-2007 | Hitnotering: (Week 1 t/m 9) 02-06-2007 t/m 28-07-2007 Hitnotering: (Week 10) 11-08-2007 | Hitnotering: (Week 1 t/m 9) 02-06-2007 t/m 28-07-2007 Hitnotering: (Week 10) 11-08-2007 | Hitnotering: (Week 1 t/m 9) 02-06-2007 t/m 28-07-2007 Hitnotering: (Week 10) 11-08-2007 | Hitnotering: (Week 1 t/m 9) 02-06-2007 t/m 28-07-2007 Hitnotering: (Week 10) 11-08-2007 |
| Week:                                                                                   | 1                                                                                       | 2                                                                                       | 3                                                                                       | 4                                                                                       | 5                                                                                       | 6                                                                                       | 7                                                                                       | 8                                                                                       | 9                                                                                       |                                                                                         | 10                                                                                      |                                                                                         |
| --------------------------------------------------------------------------------------- | --------------------------------------------------------------------------------------- | --------------------------------------------------------------------------------------- | --------------------------------------------------------------------------------------- | --------------------------------------------------------------------------------------- | --------------------------------------------------------------------------------------- | --------------------------------------------------------------------------------------- | --------------------------------------------------------------------------------------- | --------------------------------------------------------------------------------------- | --------------------------------------------------------------------------------------- | --------------------------------------------------------------------------------------- | --------------------------------------------------------------------------------------- | --------------------------------------------------------------------------------------- |
| Positie:                                                                                | 36                                                                                      | 17                                                                                      | 28                                                                                      | 54                                                                                      | 56                                                                                      | 76                                                                                      | 94                                                                                      | 91                                                                                      | 89                                                                                      | uit                                                                                     | 91                                                                                      | uit                                                                                     |

### NPO Klassiek Filmmuziek Top 200
| Als Pirates of the Caribbean in de NPO Klassiek Filmmuziek Top 200 | Als Pirates of the Caribbean in de NPO Klassiek Filmmuziek Top 200 | Als Pirates of the Caribbean in de NPO Klassiek Filmmuziek Top 200 | Als Pirates of the Caribbean in de NPO Klassiek Filmmuziek Top 200 | Als Pirates of the Caribbean in de NPO Klassiek Filmmuziek Top 200 | Als Pirates of the Caribbean in de NPO Klassiek Filmmuziek Top 200 | Als Pirates of the Caribbean in de NPO Klassiek Filmmuziek Top 200 | Als Pirates of the Caribbean in de NPO Klassiek Filmmuziek Top 200 | Als Pirates of the Caribbean in de NPO Klassiek Filmmuziek Top 200 | Als Pirates of the Caribbean in de NPO Klassiek Filmmuziek Top 200 | Als Pirates of the Caribbean in de NPO Klassiek Filmmuziek Top 200 |
| Jaar                                                               | 2016                                                               | 2017                                                               | 2018                                                               | 2019                                                               | 2020                                                               | 2021                                                               | 2022                                                               | 2023                                                               | 2024                                                               | 2025                                                               |
| ------------------------------------------------------------------ | ------------------------------------------------------------------ | ------------------------------------------------------------------ | ------------------------------------------------------------------ | ------------------------------------------------------------------ | ------------------------------------------------------------------ | ------------------------------------------------------------------ | ------------------------------------------------------------------ | ------------------------------------------------------------------ | ------------------------------------------------------------------ | ------------------------------------------------------------------ |
| Positie                                                            | 21                                                                 | 23                                                                 | 10                                                                 | 8                                                                  | 5                                                                  | 3                                                                  | 6                                                                  | 6                                                                  | 6                                                                  | 4                                                                  |